# Niente d'importante (singolo)
Niente d'importante è un singolo di Marco Masini pubblicato il 2 settembre 2011  che anticipa l'uscita dell'album omonimo il 27 settembre. 
Con questo singolo ha inizio la collaborazione di Masini con l'autore e pianista Antonio Iammarino.
Il tema del brano è l'amore, ricorrente in quasi tutto l'album stesso.